# Mount Saint Gwinear
Der Mount Saint Gwinear ist ein Berg im australischen Bundesstaat Victoria. Er liegt am nordöstlichen Ende des Baw-Baw-Nationalparks im Gippsland.
Der Berg auf dem Baw-Baw-Plateau ist bei Familien beliebt, die nach einer kostengünstigen Gelegenheit zum Spielen im Schnee, Schlittenfahren und Skilanglauf im Umkreis von Melbourne und dem Latrobe Valley suchen. Das flache Plateau bietet verschiedenste Loipen. Das Skigebiet am Mount Baw Baw liegt auf der anderen Seite des Plateaus, etwa 9 km südwestlich. Loipen und Wanderwege verbinden beide Berge.